# Arbeitspolitik
Arbeitspolitik beinhaltet zwei Teilbereiche: Arbeitsbeziehungen und Arbeitsmarktpolitik.
- Arbeitsbeziehungen (synonym: industrielle Beziehungen) bezeichnet die Beziehungen der Sozialpartner auf tariflicher Ebene, d. h. die Beziehungen zwischen Gewerkschaften und Arbeitgeberverbänden. Arbeitsbeziehungen bestehen ferner auch auf betrieblicher Ebene zwischen Betriebsräten und Management eines Arbeitgebers.
- Die Arbeitsmarktpolitik bezeichnet die Gesamtheit aller staatlicher Maßnahmen, die dazu beitragen, die Arbeitsbedingungen von Beschäftigten zu verbessern, ihre Arbeitsplätze zu sichern und die Beschäftigungschancen für Arbeitssuchende zu erhöhen. Arbeitsmarktpolitik wird in Deutschland sowohl zentral auf Bundesebene durch das Ministerium für Arbeit und Soziales bzw. die Bundesagentur für Arbeit, wie auch auf Landesebene durch die Landesarbeitsministerien und auf der kommunalen Ebene gestaltet. Die Arbeitsgemeinschaften (ARGEn), gebildet aus Kommunen und Arbeitsagenturen sowie in bundesweit 69 Einzelfällen nach dem sogenannten Optionsmodell auch die kreisfreien Städte und Kreise allein sind jedoch rechtlich nur für die Umsetzung des SGB II, also für erwerbsfähige und bedürftige Menschen ohne Arbeit verantwortlich. Viele Kommunen engagieren sich allerdings auch darüber hinaus für weitere Zielgruppen der Arbeitsmarktpolitik, die im Rahmen eigener Initiativen, oft unter Inanspruchnahme von Landes- und/oder EU-Programmen, gefördert werden.

## Begriffsbestimmungen
Neben der Bezeichnung Arbeitspolitik, werden Arbeitsmarktpolitik bzw. Beschäftigungspolitik teilweise synonym verwendet. Arbeitspolitik schließt im ursprünglichen Sinne außer Arbeitsmarktpolitik auch Arbeitsbeziehungen mit ein, wie oben erläutert. Der Begriff Arbeitsmarktpolitik wird zunehmend parallel zu einer politischen Neuorientierung durch die Bezeichnung Arbeitspolitik ersetzt. Sie steht für eine Perspektive, die über marktkorrigierende Maßnahmen hinaus sich konsequent an der Entwicklung der sogenannten human resources nach dem Grundsatz des Förderns und Forderns ausrichtet. Siehe dazu auch den Begriff der Beschäftigungsfähigkeit.